# Blok 19
Le Blok 19 (en serbe cyrillique : Блок 19) est un quartier de Belgrade, la capitale de la Serbie. Il est situé dans la municipalité de Novi Beograd.

## Localisation
Le Blok 19 est situé sur la rive gauche de la Save. Il est entouré par les Bloks 18, 19a, 21, 22, 23, 39 et 40. De forme carrée, il est délimité par le Bulevar Arsenija Čarnojevića, qui se prolonge jusqu'au pont de Gazela, sur la Save ; ce boulevard se situe sur le parcours des routes européennes E70 et E75. Le quartier est également longé par les rues Milentija Popovića et Vladimira Popovića, qui coupent le boulevard à angle droit.

## Caractéristiques

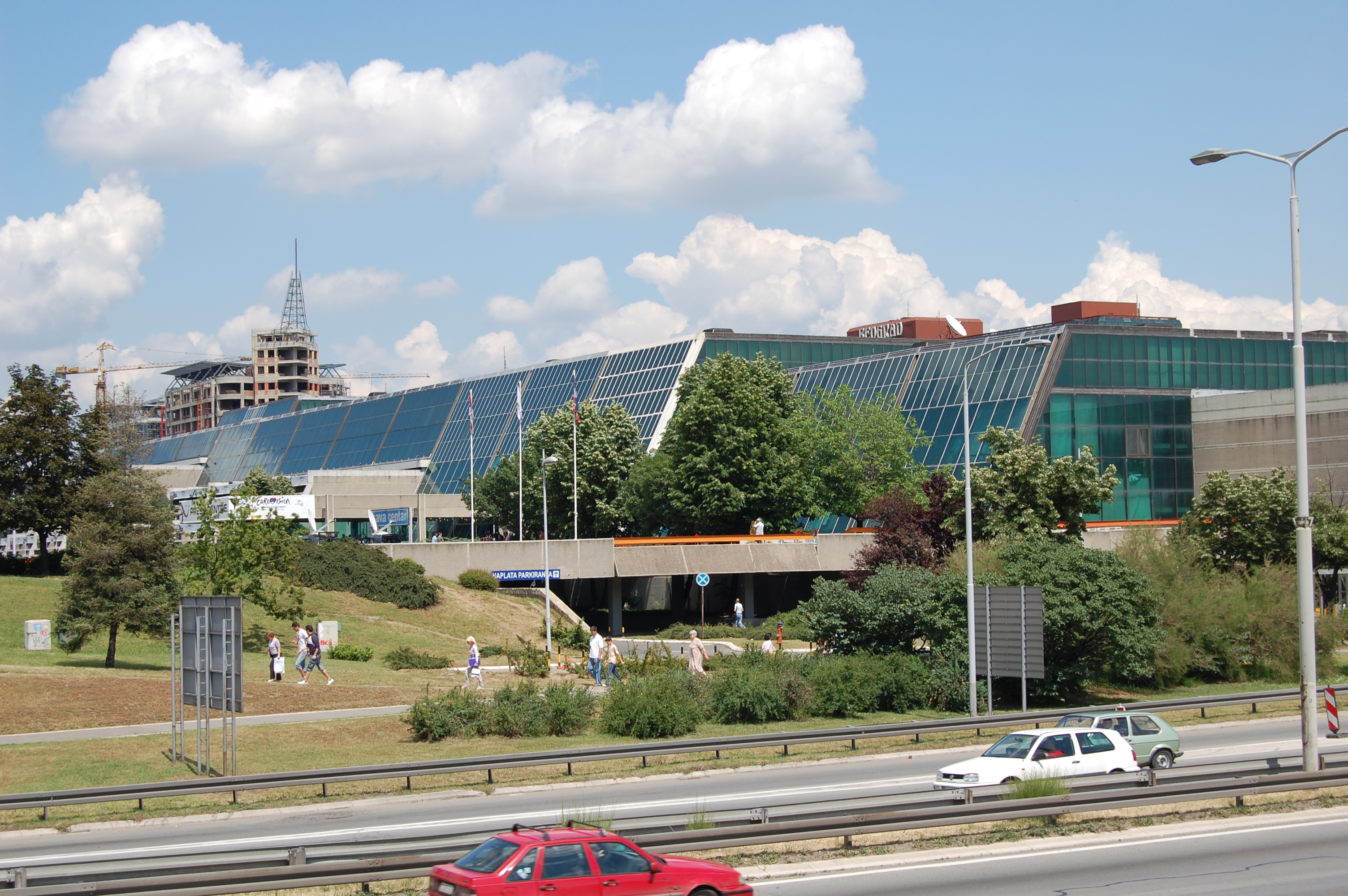
Le Sava centar

Le Blok 19 est occupé principalement par deux bâtiments importants de la capitale serbe. On y trouve le Sava centar, situé 9 rue Milentija Popovića, qui a été construit en 1977 ; il constitue un grand centre de congrès et accueille également de nombreuses manifestations culturelles (musique, danse, théâtre, cinéma etc.), notamment dans le cadre des festivals FEST (cinéma), BEMUS (musique) et BITEF (théâtre).
L'Hôtel Continental, un hôtel cinq étoiles, situé 10 rue Vladimira Popovića, jouxte le centre.